# Slag bij Halhin Gol
De Slag bij Halhin Gol (Mongools: Халхын голын байлдаан; Russisch: бои на реке Халхин-Гол; Chinees: 诺门坎事件 Nuò méng kǎn shìjiàn), in Japan aangeduid als het Nomonhanincident (ノモンハン事件, Nomonhan jiken) naar een nabijgelegen dorp op de grens van Mongolië en Mantsjoerije, was de beslissende slag van de nooit verklaarde Sovjet-Japanse Grensoorlog.

## Achtergrond
Na de bezetting van Mantsjoerije en Korea, probeerde Japan ook gebieden van de Sovjet-Unie te bezetten. Het eerste belangrijke Sovjet-Japanse grensconflict was de Slag om het Chasanmeer in 1938 in het uiterste zuiden van de kraj Primorje.
In 1939 was Mantsjoerije een satellietstaat van Japan onder de naam Mantsjoekwo. Volgens de Japanners lag de grens van Mantsjoerije en Mongolië bij de rivier de Halha (Russisch: Halhin Gol of Chalchin Gol), terwijl de Mongolen en de geallieerde Sovjetoverheid volhielden dat deze op ongeveer 16 kilometer ten oosten van de rivier lag, iets ten oosten van het dorp Nomonhan.

## Aanleiding
Het conflict begon op 11 mei 1939, toen een 70 tot 90 man sterke Mongoolse cavalerie-eenheid het betwiste gebied binnenging op zoek naar gebieden waar hun paarden konden grazen en daar op een Mantsjoekwaanse cavalerie-eenheid stuitte, die hen het betwiste gebied uit joeg. Twee dagen later trokken Mongoolse troepen opnieuw het gebied binnen. Dit keer wisten de Mantsjoekwanen hen niet terug te drijven.
Daarop trok een verkenningseenheid van het Kanto-leger (Kantogun) onder leiding van luitenant-kolonel Yaozo Azuma naar het gebied om de Mongolen op 14 mei aan te vallen. De eenheid leed lichte verliezen en moest zich al snel weer terugtrekken ten westen van de rivier. Jozef Stalin gaf daarop bevel aan de Stavka, het opperbevel van het Rode Leger, om een plan voor een tegenaanval op de Japanners op te stellen. Hij zag namelijk dat Hitler Polen bedreigde en wilde daarom militaire macht uitstralen om bij de komende onderhandelingen met Adolf Hitler over het Molotov-Ribbentroppact zo sterk mogelijk te kunnen staan. Daarom liet hij het beste materieel dat beschikbaar was erheen sturen. Georgi Zjoekov, een jonge veelbelovende officier, werd gekozen om de operatie te leiden.
De Mongolen en Sovjets bouwden een legermacht op in het gebied, en toen de Japanse eenheden een week later terugkwamen werden ze omgeven door een overmacht aan Sovjet- en Mongoolse infanterietroepen en tanks. Op 28 en 29 mei werd de eenheid van Azuma beslissend verslagen en vernietigd. Hierbij kwamen acht Japanse officieren en 97 man om het leven en raakten 33 soldaten gewond (63% van de sterkte). Hierop besloot het Kanto-leger dat het gebied niet de moeite waard was voor de verspilling van nog meer Japans bloed.

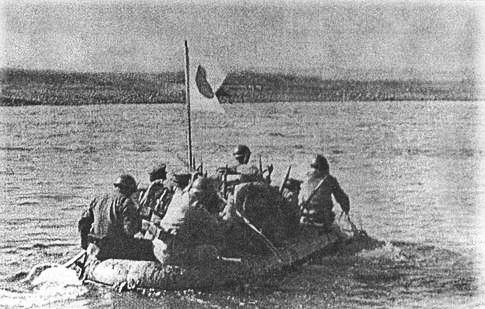
Japanse soldaten steken de rivier Halhin Gol over

De Sovjet- en Mongoolse troepen bleven echter doorgaan met het uitvoeren van kleinschalige aanvallen op geïsoleerde Mantsjoekwaanse eenheden en werden waargenomen aan beide zijden van de rivier bij Nomonhan gedurende de maand juni. Aan het einde van de maand had de lokale commandant van het Kanto-leger, luitenant-generaal Michitaro Komatsubara hier genoeg van. Hij kreeg van hogerhand toestemming om de indringers te verdrijven. De Japanse operatie begon op 1 juli en wist aanvankelijk de Halharivier over te steken. Tegen de avond van 3 juli stokte de aanval echter en wisten de troepen van het Rode Leger onder leiding van Zjoekov de Japanse eenheden de rivier weer over te drijven. Hier bleef de grens tot de zomer stabiel, al waren er wel een paar kleine schermutselingen. Stalin liet ondertussen nog eens 1625 vrachtwagens sturen uit Europees Rusland om de overwinning zeker te stellen. Dit gaf Zjoekov de logistieke basis die hij nodig had om een eventuele slag tegen de Japanse troepen te winnen. Hij liet meer versterkingen aanvoeren en liet de troepen en tanks 's nachts verplaatsen om de Japanners te kunnen verrassen. Om het geluid van de tanks te dempen liet hij tegelijk bombardementen uitvoeren op Japanse doelen.

## De aanval

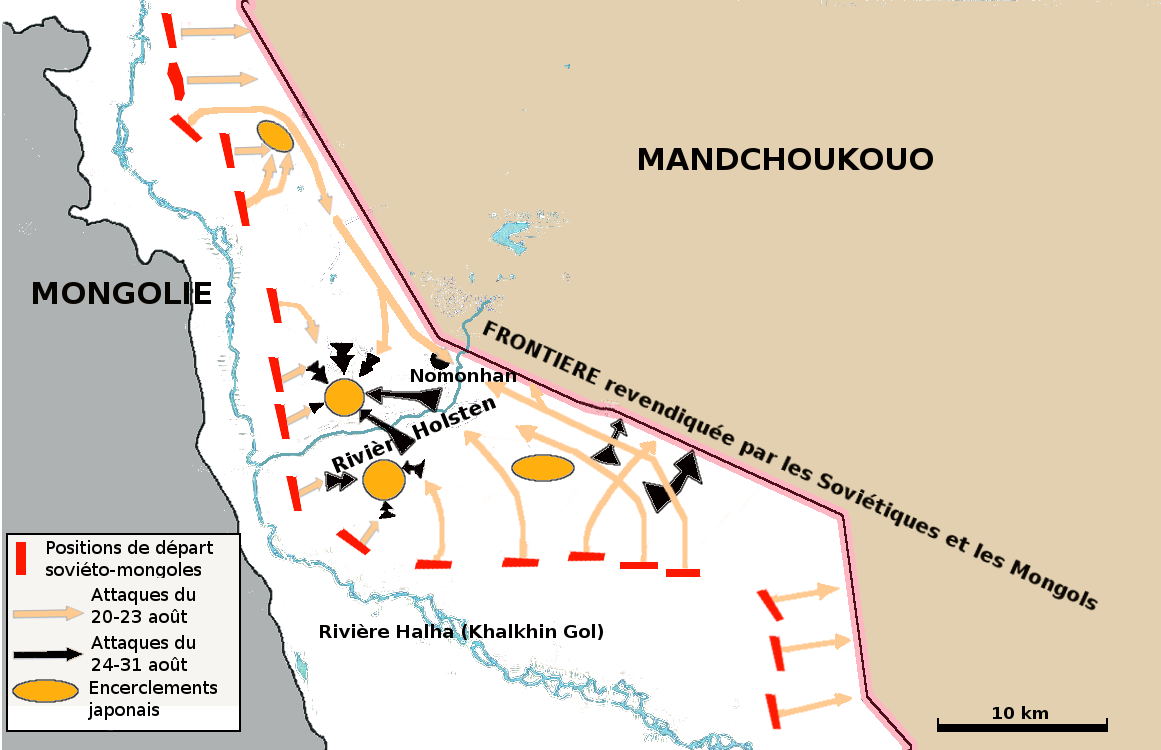
Kaart met de Sovjettegenaanval in augustus 1939

Uiteindelijk besloot Zjoekov midden augustus dat het tijd was om de impasse te doorbreken. Hij zette ongeveer 50.000 (sommige bronnen hebben het zelfs over 100.000) Sovjet- en Mongoolse troepen van het 57e Speciale Korps in om de oostelijke oever van de Halhin Gol te verdedigen en trok daarop op 20 augustus de rivier over om de elitetroepen van het Kanto-leger aan te vallen met drie infanteriedivisies, 216 artilleriestukken, een tankbrigade van ongeveer 500 tanks en ongeveer 200 Tupolev SB-2 bommenwerpers, beschermd door vele gevechtsvliegtuigen van de luchtmacht van de Sovjet-Unie.
De Japanse doctrine hield in die tijd in dat de frontlinietroepen hun positie moesten behouden met veel vuurkracht en dienden te wachten tot hulpacties vanaf de zuidkant werden gestart. Tegen het lichtbewapende Matsjoekwaanse leger was dit vaak een goede strategie geweest, maar de Sovjettanks draaiden de rollen echter om en de Japanse frontlinies kwamen daarop geïsoleerd te liggen van de rest van het leger. Twee complete divisies werden omsingeld terwijl de rest van de troepen uiteengejaagd werd. Op 27 augustus probeerden de Japanse troepen uit te breken maar slaagden er niet in door het kordon heen te breken. De Japanse troepen weigerden zich echter over te geven, waarop Zjoekov hen liet uitschakelen door hen te bestoken met artilleriebeschietingen en luchtaanvallen. De slag eindigde daarop op 31 augustus met de volledige vernietiging van de Japanse troepen.

## Nasleep
Na de aanval viel het Rode Leger de overgebleven Japanse troepen aan en joeg hen terug naar Mantsjoekwo. Op 16 september tekende de Japanse ambassadeur Shigenori Togo in Moskou de wapenstilstand. In maart 1941 werd een verdrag gesloten waarin Japan akkoord ging met het handhaven van de bestaande grens (status quo ante bellum), alsook het befaamde Neutraliteitsverdrag. De militaire leiding van het Kanto-leger werd vervangen en dit leger werd voortaan onder direct toezicht geplaatst van de machthebbers in Tokio.
Van de 30.000 troepen aan Japanse zijde waren 8440 gedood en 8766 gewond. Het Rode Leger, dat 57.000 man infanterie, 498 tanks en 346 pantserwagens in de strijd had gegooid, verklaarde in totaal 9284 man doden en gewonden te betreuren te hebben. Na de val van de Sovjet-Unie in 1991 gaven vrijgegeven documenten echter aan dat hier niets van klopte. In totaal had het Rode Leger 6831 doden, 1143 vermisten en 15.952 gewonden te betreuren. Dit toonde aan dat de overwinning niet zo glorieus was verlopen als eerder werd aangegeven. Vooral de luchtmacht was ook slecht voorbereid. Terwijl de Japanse vliegers gemiddeld 1000 vlieguren per jaar maakten, kwamen de Sovjet-vliegers vaak niet verder dan 120 uur. Het aantal vliegtuigen dat werd neergehaald door Japan lag ongeveer op anderhalf keer zoveel als de Sovjetpiloten neerhaalden. Niet voor niets liet Stalin veteranen uit onder andere de Spaanse Burgeroorlog uit Moskou naar het gebied halen om een overwicht te verkrijgen in de lucht. Na de oorlog was Stalin dan ook meer bereid om te luisteren naar nieuwe vliegtuigontwerpers als Artjom Mikojan en Aleksandr Jakovlev. Het falen van de T-26-tank, die weinig was gebruikt tegen de Japanse troepen maar wel een aantal grote zwaktes bleek te kennen, beïnvloedde het ontwerp van de latere T-34-tank, die een belangrijke rol zou spelen in de latere strijd tegen de Duitsers.

### Invloed op de Tweede Wereldoorlog
De aanval heeft nooit veel bekendheid gehad in de westerse wereld, maar had wel belangrijke gevolgen voor het verloop van de Tweede Wereldoorlog. Het zou de eerste beslissende slag van de oorlog genoemd kunnen worden omdat het als gevolg had dat de belangrijkste asmogendheden, zijnde Duitsland en Japan, nooit een geografische link zouden kunnen leggen via het noorden. Wel was het op dat moment natuurlijk nog de mogelijkheid om dit te doen langs de Indische Oceaan en door het Midden-Oosten, maar ook dit werd verhinderd tegen het midden van de lente van 1942.
Door de nederlaag raakte de keizerlijke staf in Tokio ervan overtuigd dat het beleid van de Noordelijke Aanvalsgroep onhoudbaar was. Dit beleid dat werd voorgestaan door het Japans Keizerlijk Leger hield in dat men Siberië wilde veroveren tot aan het Baikalmeer voor haar natuurlijke hulpbronnen. In plaats daarvan kreeg nu de Zuidelijke Aanvalsgroep de overhand, die voorgestaan werd door de Japanse Keizerlijke Marine. Deze wilde hulpbronnen van Zuidoost-Azië veroveren, met name het olierijke en mineraalrijke Nederlands-Indië. Dit leidde daarop tot de aanval op Pearl Harbor twee en een half jaar later in december 1941.
Wat de Japanners niet leerden van de oorlog was dat de logistiek goed in orde diende te zijn om succesvol een moderne oorlog te kunnen voeren. Een ander probleempunt was de legercultuur waarbij wanhopige heldenmoed en dappere zelfmoordpleging werd aangemoedigd. Bij de Slag om Guadalcanal en de Landing op Iwo Jima werden deze fouten opnieuw gemaakt.
Het was de eerste overwinning voor de later beroemd geworden Sovjetgeneraal Georgi Zjoekov. De strijdervaring die het Siberische leger opdeed, kwam goed van pas bij de aanval in december 1941 buiten Moskou, waar onder het commando van Zjoekov Siberische divisies de eerste succesvolle Sovjettegenaanval openden tegen de Duitse invasie van 1941. Het besluit om de Sovjetdivisies uit Siberië naar Moskou te halen werd gesteund door de meesterspion Richard Sorge van de Sovjet-Unie in Tokio, die de Sovjetregering op de hoogte stelde van het feit dat de Japanse troepen richting het zuiden wilden en het daarom niet waarschijnlijk was dat ze nog een aanval zouden doen in Siberië in de nabije toekomst. Daarbij kwam nog dat Japan geen zin meer had in een militair avontuur tegen de Sovjet-Unie en in plaats daarvan liever tegen de Verenigde Staten wilde vechten.
Het enorm afschrikkende effect op de Japanners lijkt haast niet historisch uitlegbaar. Er is gespeculeerd dat dit effect zou kunnen zijn veroorzaakt doordat de Japanse verliezen veel groter waren dan de aantallen die werden vrijgegeven, of doordat het Japanse militaire regime zijn status zag verzwakken en bang was voor binnenlandse opstanden als ze te duidelijk zou zijn verslagen in de strijd, helemaal door de revolutionaire egalitaire grondbeginselen van de Sovjet-Unie. Omdat geen van beide partijen openheid verschafte over hun ideeën over het resultaat, wist Adolf Hitler niets van de Japanse weerzin om de Sovjet-Unie aan te vallen, toen hij de Verenigde Staten de oorlog verklaarde. Hij had gehoopt hiermee Japanse steun te verwerven voor zijn strijd tegen de Sovjet-Unie, niet wetende dat zijn bondgenoot dit niet wilde vanwege dit eerdere treffen.